# Czornobajiwka (obwód chersoński)
Czornobajiwka (ukr. Чорнобаївка) – wieś na południu Ukrainy, w obwodzie chersońskim, w rejonie biłozerskim. Teren wsi przylega od północnego zachodu do granic miasta Chersonia. Największa pod względem ludności wieś Ukrainy (9275 mieszkańców).

## Historia
Wieś utworzona w 1923 roku (do 1923 – Czornobajew Chutory, Stiepanow Chutory, Husak Chutory) przez połączenie dwóch mniejszych osiedli, istniejących od lat osiemdziesiątych XVIII wieku, w 1859 liczących łącznie 60 zagród i 298 mieszkańców.
W Czornobajiwce znajduje się lotnisko wojskowe, a niedaleko cywilne lotnisko Chersoń. Czornobajiwka jest uważana za „bramę” do Chersonia od północy, a jej kontrola daje strategiczną i taktyczną przewagę w przypadku ataku na Mikołajów.
Podczas rosyjskiej inwazji na Ukrainę w okresie luty-marzec 2022 r. miejscowość była obiektem zaciekłych walk między wojskami rosyjskimi i ukraińskimi. Kiedy Siły Zbrojne Federacji Rosyjskiej próbowały się umocnić na lotnisku wojskowym w Czornobajiwce, za każdym razem próby te były sukcesywnie sabotowane przez artylerię ukraińską, która niszczyła stanowiska rosyjskie. Do 25 kwietnia 2022 takich prób ze strony Rosjan było co najmniej 17.

## Transport
Przez Czornobajiwkę przebiega droga międzynarodowa M14 (fragment odcinka Chersoń – Mikołajów i obwodnica wokół Chersonia).